# 池元友樹
池元 友樹（いけもと ともき、1985年3月27日 - ）は、福岡県北九州市出身の元プロサッカー選手。ポジションはフォワード。

## プロフィール
東福岡高校時代は2年時から全国高等学校サッカー選手権大会で活躍。高校卒業後はアルゼンチンのCAリーベル・プレートに入団し、当地で4軍(アマチュア)まで昇格し、U-19日本代表にも選ばれた。U-19代表に選ばれてから日本に帰国し、福岡、大分、東京V、清水の練習に参加したが、プロ契約に至らず、当時九州サッカーリーグ所属のニューウェーブ北九州に入団し、2年間で26試合27得点と高い得点力でチームを牽引した。なお北九州加入1年目はアマチュア選手で、朝から時給約800円でマンションの工事現場で資材を運び、夜に練習する毎日を送っていたため「あの生活は、もう一生したくない」と語る。
2006年シーズン、北九州が九州リーグで3位に終わり、第42回全国社会人サッカー選手権大会でも上位進出を達成出来ず、第30回全国地域リーグ決勝大会への進出を逃したため、同大会に出場するFC岐阜に期限付き移籍し、同大会6試合出場でハットトリック1回を含む7得点を挙げ岐阜の準優勝に貢献、さらにホンダロックSCとの入替戦2試合にも出場、岐阜の日本フットボールリーグ昇格に貢献した。
2007年シーズンから柏レイソルへ移籍。
2008年シーズンは横浜FCへ期限付き移籍し、積極的に仕掛けるドリブルを武器に相手DFを切り崩し、32試合に出場し7得点と活躍。
2010年にギラヴァンツ北九州へ期限付き移籍。約3シーズンぶりの復帰となった。2012年、北九州に完全移籍。
地元出身ということもあり、北九州ではエースとして存在感を高め、2014年にはキャリアハイの15得点を挙げてJ2得点王ランキング6位となった。
2015年、新たにJ1に昇格した松本山雅FCに完全移籍。3月7日のJ1リーグ開幕戦、豊田スタジアムでの対名古屋戦で、一旦は勝ち越しゴールとなるチーム2点目のゴールを決め、これがプロ13年目にして自身のJ1初ゴールとなった。しかしリーグ戦8試合の出場にとどまったこともあり、翌2016年シーズンは北九州へ復帰した ものの、チームはJ2最下位となりJ3降格となる。
2017年はチームキャプテンを務めた。7月22日、アウェイ・FC東京U-23戦で試合終盤に挙げたゴールがJ3リーグ発足から通算2,000ゴール目となった。同年はJ3ながらキャリアハイの16ゴールを挙げたものの、チームは9位に終わり、翌2018年は2年連続のチーム得点王とはなったものの僅か5ゴール、出場も20試合にとどまった。2019年は2年ぶり、かつチーム唯一の全試合出場を果たし、キャプテン内藤洋平が怪我の影響で出場機会が限られる中、副キャプテンとして多くの試合でゲームキャプテンを務めつつ、チーム2位タイの7ゴールを挙げ、チームのJ3初優勝に貢献した。
2020年、自身、クラブ共に4シーズンぶりのJ2となり、開幕から9戦連続で出場、第11節ツエーゲン金沢戦でシーズン初得点を挙げるも、続く第12節以降7戦連続でベンチ外となり、第22節から3試合連続、第29、30節と2試合連続で出場した後、第31節で控えに入ったのを最後にベンチ外となっていた。第40節翌日の12月14日、同シーズン一杯で現役を引退することが発表された。第41節、ホーム最終戦対モンテディオ山形戦に87分から交替出場、試合後に行われたセレモニーでは、東福岡高校時代の恩師、志波芳則総監督や家族から花束が贈られた。
引退後、北九州のクラブコーディネーターに就任。

## 所属クラブ
- 1997年 - 1999年  北九州市立思永中学校
- 2000年 - 2002年  東福岡高等学校
- 2003年 - 2004年  CAリーベル・プレート
- 2005年 - 2006年  ニューウェーブ北九州
  - 2006年10月 - 同年12月  FC岐阜 (期限付き移籍)
- 2007年 - 2011年  柏レイソル
  - 2008年 - 2009年  横浜FC (期限付き移籍)
  - 2010年 - 2011年  ギラヴァンツ北九州 (期限付き移籍)
- 2012年 - 2014年  ギラヴァンツ北九州
- 2015年  松本山雅FC
- 2016年 - 2020年  ギラヴァンツ北九州

## 個人成績
| 国内大会個人成績 | 国内大会個人成績 | 国内大会個人成績 | 国内大会個人成績 | 国内大会個人成績             | 国内大会個人成績 | 国内大会個人成績 | 国内大会個人成績 | 国内大会個人成績   | 国内大会個人成績   | 国内大会個人成績 | 国内大会個人成績 |
| 年度             | クラブ           | 背番号           | リーグ           | リーグ戦                     | リーグ戦         | リーグ杯         | リーグ杯         | オープン杯         | オープン杯         | 期間通算         | 期間通算         |
| 年度             | クラブ           | 背番号           | リーグ           | 出場                         | 得点             | 出場             | 得点             | 出場               | 得点               | 出場             | 得点             |
| アルゼンチン     | アルゼンチン     | アルゼンチン     | アルゼンチン     | リーグ戦                     | リーグ戦         | リーグ杯         | リーグ杯         | アルヘンティーナ杯 | アルヘンティーナ杯 | 期間通算         | 期間通算         |
| ---------------- | ---------------- | ---------------- | ---------------- | ---------------------------- | ---------------- | ---------------- | ---------------- | ------------------ | ------------------ | ---------------- | ---------------- |
| 2003-04          | リーベル         |                  | プリメーラ       | 0                            | 0                | 0                | 0                | 0                  | 0                  | 0                | 0                |
| 2004-05          | リーベル         |                  | プリメーラ       | 0                            | 0                |                  |                  |                    |                    |                  |                  |
| 日本             | 日本             | 日本             | 日本             | リーグ戦                     | リーグ戦         | リーグ杯         | リーグ杯         | 天皇杯             | 天皇杯             | 期間通算         | 期間通算         |
| 2005             | NW北九州         | 29               | 九州             | 10                           | 15               | -                | -                | -                  | -                  | 10               | 15               |
| 2006             | NW北九州         | 29               | 九州             | 16                           | 12               | -                | -                | -                  | -                  | 16               | 12               |
| 2006             | 岐阜             | 32               | 東海1部          | 0                            | 0                | -                | -                | -                  | -                  | 0                | 0                |
| 2007             | 柏               | 36               | J1               | 1                            | 0                | 1                | 0                | 0                  | 0                  | 2                | 0                |
| 2008             | 横浜FC           | 20               | J2               | 32                           | 7                | -                | -                | 2                  | 1                  | 34               | 8                |
| 2009             | 横浜FC           | 9                | J2               | 40                           | 4                | -                | -                | 0                  | 0                  | 40               | 4                |
| 2010             | 北九州           | 9                | J2               | 31                           | 2                | -                | -                | 2                  | 0                  | 33               | 2                |
| 2011             | 北九州           | 11               | J2               | 36                           | 10               | -                | -                | 1                  | 1                  | 37               | 11               |
| 2012             | 北九州           | 11               | J2               | 34                           | 7                | -                | -                | 1                  | 0                  | 35               | 7                |
| 2013             | 北九州           | 11               | J2               | 29                           | 7                | -                | -                | 2                  | 0                  | 31               | 7                |
| 2014             | 北九州           | 11               | J2               | 42                           | 15               | -                | -                | 4                  | 0                  | 46               | 15               |
| 2015             | 松本             | 14               | J1               | 8                            | 1                | 4                | 1                | 1                  | 0                  | 13               | 2                |
| 2016             | 北九州           | 14               | J2               | 25                           | 6                | -                | -                | 0                  | 0                  | 25               | 6                |
| 2017             | 北九州           | 11               | J3               | 32                           | 16               | -                | -                | 1                  | 0                  | 33               | 16               |
| 2018             | 北九州           | 11               | J3               | 20                           | 5                | -                | -                | -                  | -                  | 20               | 5                |
| 2019             | 北九州           | 11               | J3               | 34                           | 7                | -                | -                | 2                  | 1                  | 36               | 8                |
| 2020             | 北九州           | 11               | J2               | 16                           | 1                | -                | -                | -                  | -                  | 16               | 1                |
| 通算             | アルゼンチン     | アルゼンチン     | プリメーラ       | \|\|\|\|\|\|\|\|\|\|\|\|\|\| |                  |                  |                  |                    |                    |                  |                  |
| 通算             | 日本             | 日本             | J1               | 9                            | 1                | 5                | 1                | 1                  | 0                  | 15               | 2                |
| 通算             | 日本             | 日本             | J2               | 285                          | 59               | 0                | 0                | 12                 | 2                  | 297              | 61               |
| 通算             | 日本             | 日本             | J3               | 86                           | 28               | -                | -                | 3                  | 1                  | 89               | 29               |
| 通算             | 日本             | 日本             | 東海1部          | 0                            | 0                | -                | -                | -                  | -                  | 0                | 0                |
| 通算             | 日本             | 日本             | 九州             | 26                           | 27               | -                | -                | -                  | -                  | 26               | 27               |
| 総通算           | 総通算           | 総通算           | 総通算           | 406                          | 115              | 5                | 1                | 16                 | 3                  | 427              | 119              |

- 2006年全国地域リーグ決勝大会：6試合7得点。
- Jリーグ初出場 - 2007年5月12日 J1リーグ 第11節 vs 大分トリニータ (日立台)
- Jリーグ初得点 - 2008年5月18日 J2リーグ 第15節 vs アビスパ福岡 (三ツ沢)
- J3リーグ通算2,000得点 - 2017年7月22日 J3リーグ 第18節 vs FC東京U-23（西が丘）

## 代表歴
- U-19日本代表

## 戦歴

### アマチュア
- 第80回全国高等学校サッカー選手権大会出場
- 第81回全国高等学校サッカー選手権大会出場